# Aprendendo a Mentir
Aprendendo a Mentir é o álbum de estreia da banda brasileira de rock Selvagens à Procura de Lei, lançado em 8 de julho de 2011 de forma independente e gravado em Pernambuco.
Grande parte do repertório deste projeto consiste em canções apresentadas pelo grupo em seus EPs anteriores, Suas Mentiras Modernas e Talvez eu Seja Mesmo Calado, mas eu sei Exatamente o que eu Quero, como as faixas "Mucambo Cafundó", "Doce/Amargo" e "Sobre Meninos Elétricos e Mães Solteiras".
As músicas "Amigos Libertinos" e "Mucambo Cafundó" receberam versões em videoclipe.
O sucesso do álbum projetou a banda em nível nacional, principalmente devido ao hit "Mucambo Cafundó", mais tarde lançado como single em 2013.

## Recepção da crítica
| Críticas profissionais | Críticas profissionais |
| Avaliações da crítica  | Avaliações da crítica  |
| Fonte                  | Avaliação              |
| ---------------------- | ---------------------- |
| Whiplash.net           | [ 5 ]                  |

Aprendendo a Mentir recebeu crítica variadas. Victor Porto, do Whiplash.net, deu ao disco uma nota 10 de 10, afirmando que o disco "bem que merecia mais atenção da mídia, pois o álbum tem grandes canções" e destacou, principalmente, as composições "Mucambo Cafundó" e "Romance na Cidade Grande".  Cleber  Facchi, do Miojo Indie, disse que apesar do disco não trazer muita  originalidade, ele é bastante divertido e cativante do começo ao fim.

## Faixas
| N.º | Título                                      | Compositor(es)                  | Duração |  |
| 1.  | "Amigos Libertinos"                         | Gabriel Aragão                  | 2:30    |  |
| 2.  | "Adeus é Tudo Que Eu Preciso Ouvir de Você" | Gabriel Aragão / Rafael Martins | 3:02    |  |
| 3.  | "Mucambo Cafundó"                           | Gabriel Aragão / Rafael Martins | 3:43    |  |
| 4.  | "Casona"                                    | Gabriel Aragão / Rafael Martins | 3:20    |  |
| 5.  | "Semana Passada"                            | Gabriel Aragão / Rafael Martins | 2:47    |  |
| 6.  | "Jamoga"                                    | Gabriel Aragão                  | 3:50    |  |
| 7.  | "Surpresas"                                 | Rafael Martins                  | 2:58    |  |
| 8.  | "Sobre Meninos Elétricos e Mães Solteiras"  | Gabriel Aragão                  | 3:32    |  |
| 9.  | "Esperando pelo 051"                        | Gabriel Aragão / Rafael Martins | 2:50    |  |
| 10. | "Doce / Amargo"                             | Gabriel Aragão                  | 3:39    |  |
| 11. | "Aprendendo a Mentir"                       | Gabriel Aragão / Rafael Martins | 3:16    |  |
| 12. | "Romance na Cidade Grande"                  | Gabriel Aragão                  | 3:30    |  |
| 13. | "Mais um Palhaço no Seu Carnaval"           | Gabriel Aragão                  | 4:18    |  |